# Ладичинська сільська рада
Лади́чинська сільська́ ра́да — адміністративно-територіальна одиниця та орган місцевого самоврядування в Теребовлянському районі Тернопільської області. Адміністративний центр — село Ладичин.

## Загальні відомості
- Ладичинська сільська рада утворена в 1939 році.
- Територія ради: 2,503 км²
- Населення ради: 1 208 осіб (станом на 2001 рік)

## Населені пункти
Сільській раді підпорядковані населені пункти:
- с. Ладичин

## Склад ради
Рада складалася з 14 депутатів та голови.
- Голова ради: Куліковський Богдан Радіонович
- Секретар ради: Веляш Галина Богданівна

### Керівний склад попередніх скликань
| Прізвище, ім'я, по батькові       | Основні відомості                                                               | Дата обрання | Дата звільнення |
| --------------------------------- | ------------------------------------------------------------------------------- | ------------ | --------------- |
| Куліковський Богдан Володимирович | Сільський голова, 1956 року народження, безпартійний                            | 26.03.2006   | 31.10.2010      |
| Куліковський Богдан Радіонович    | Сільський голова, 1956 року народження, освіта середня спеціальна, безпартійний | 31.10.2010   |                 |

Примітка: таблиця складена за даними сайту Верховної Ради України

### Депутати
За результатами місцевих виборів 2010 року депутатами ради стали:

#### За суб'єктами висування
| Суб'єкт висування | Кількість обраних депутатів | %   |
| ----------------- | --------------------------- | --- |
| Самовисування     | 16                          | 100 |

#### За округами
| № округу | Прізвище, ім'я, по батькові  | Дата визнання обраним | Освіта  | Партійна приналежність | Відомості про обраного депутата                          |
| -------- | ---------------------------- | --------------------- | ------- | ---------------------- | -------------------------------------------------------- |
| 1        | Веляш Богдан Володимирович   | 01.11.2010            | вища    | позапартійний          | приватний підприємець                                    |
| 2        | Веляш Галина Богданівна      | 01.11.2010            | вища    | позапартійна           | Ладичинська сільська рада, секретар                      |
| 3        | Пацула Ірина Михайлівна      | 01.11.2010            | вища    | позапартійна           | Ладичинська загальноосвітня школа, вчитель               |
| 4        | Лень Петро Іванович          | 01.11.2010            | середня | позапартійний          | тимчасово не працює                                      |
| 5        | Станимир Роман Омелянович    | 01.11.2010            | середня | позапартійний          | АП «Тиса», водій                                         |
| 6        | Яремчук Ганна Євстахівна     | 01.11.2010            | середня | позапартійна           | «Надзбруччя хліб», пекар                                 |
| 7        | Гриб Іванович Васильович     | 01.11.2010            | вища    | позапартійний          | Служитель церкви, регент                                 |
| 8        | Гулька Ігор Богданович       | 01.11.2010            | середня | позапартійний          | тимчасово не працює                                      |
| 9        | Сивуля Галина Миколаївна     | 01.11.2010            | вища    | позапартійна           | Ладичинська сільська рада, бухгалтер                     |
| 10       | Фуртак Надія Іванівна        | 01.11.2010            | середня | позапартійна           | приватний підприємець                                    |
| 11       | Гриб Юрій Миколайович        | 01.11.2010            | середня | позапартійний          | приватний підприємець                                    |
| 12       | Гладкий Ігор Леонович        | 01.11.2010            | середня | позапартійний          | тимчасово не працює                                      |
| 13       | Крупа Василь Теофілович      | 01.11.2010            | середня | позапартійний          | приватний підприємець                                    |
| 14       | Околович Василь Євгенович    | 01.11.2010            | вища    | позапартійний          | приватний підприємець                                    |
| 15       | Зелінський Роман Мчиславович | 01.11.2010            | середня | позапартійний          | Березовиця «Автодор», водій                              |
| 16       | Дрімак Оксана Євгенівна      | 01.11.2010            | вища    | позапартійна           | Ладичинський фельдшерсько-акушерський пункт, завідувачка |